# Varese (1866)
«Варезе» (італ. Varese) - броненосець типу «Палестро» Королівських військово-морських сил Італії другої половини 19 століття. 

## Історія створення
Броненосці типу «Палестро» були розроблені інженером Джузеппе Де Лука (італ. Giuseppe De Luca) та побудовані на верфі «Forges et Chantiers de la Méditerranée» у місті Ла-Сейн-сюр-Мер, Франція. 
«Варезе» був закладений у січні 1864 році, спущений на воду 23 грудня 1865 року, вступив у стрій у січні 1866 року.

## Історія служби
Будівництво корабля йшло із запізненням. У травні 1866 року, коли розпочалась австро-італійська війна, капітан корабля Луїджі Фінкаті (італ. Luigi Fincati) залишив французький порт до завершення підготовки корабля, щоб уникнути інтернування корабля.  

### Битва біля Лісси
Під час битви біля Лісси «Варезе» був включений до складу дивізії капітана Аугусто Ріботі, куди також входили флагман «Ре ді Портогалло», «Реджина Марія Піа», «Формідабіле» та «Террібіле».
16-19 липня корабель брав участь в бомбардуванні Лісси, обстрілюючи один з фортів у Сан-Джорджо. Вранці 20 липня, коли надійшла звістка про наближення австрійського флоту, адмірал Персано почав збирати свої кораблі. «Варезе» приєднався до кільватерної колони Персано, але через поломки був від неї на значній відстані. 
Коли об 11:00 відбулась сутичка «Кайзера» і «Ре ді Портогалло», «Варезе» намагався надати допомогу своєму кораблю, але зіткнувся з іншим італійським кораблем «Анкона». Внаслідок зіткнення обидва кораблі зазнали пошкоджень, на «Варезе» навіть були зміщені декілька броньових плит.
Після закінчення битви на кораблі вийшов з ладу котли, тому його буксирував до Анкони корвет «Говерноло».

### Післявоєнна служба
У 1870 році «Варезе» брав участь в морській блокаді міста Чивітавекк'я під час взяття Рима. Надалі корабель здійснив декілька походів по Середземномор'ю.
У 1881 році на кораблі було замінено озброєння. У 1885 році «Варезе» діяв у складі італійської ескадри в Червоному морі. У 1889 році корабель був виведений в резерв і використовувався як шпитальне судно.
У 1891 році «Варезе» був виключений зі складу флоту і перетворений на плавучу казарму. У 1901 році корабель був зданий на злам.